# Psammotermes
Psammotermes is een geslacht van termieten (Isoptera) uit de familie Rhinotermitidae. De wetenschappelijke naam van het geslacht is voor het eerst geldig gepubliceerd in 1902 door J. Desneux.
Desneux beschreef het geslacht enkel op basis van de soldaten. Er zijn meerdere vormen bij eenzelfde soort: kleine van ongeveer 6 mm, grote van 15 mm, en talrijke tussenvormen. Ze hebben een afgeplat, rechthoekig hoofd en lange, sterke mandibels waarmee ze tegenstanders kunnen verwonden. Ze hebben een kenmerkende kleine porie of fontanel in het midden van het hoofd, waaruit ze een vluchtige, irriterende of toxische stof kunnen afscheiden afkomstig van een kleine klier. Dit is een complex mengsel van hoofdzakelijk sesquiterpenen.
Deze termieten leven in ondergrondse nesten in droge zandwoestijnen. Desneux beschreef als eerste soort Psammotermes hybostoma die was gevonden in de Algerijnse Sahara. Het is een veel voorkomende soort in de Sahara, de Sahel, Arabië, Zuid-Afrika, Madagaskar en zuid-west-Azië. 
De soort Psammotermes allocerus leeft in de woestijn van Namibië en de aangrenzende landen. Volgens een aantal onderzoekers zijn deze termieten, tenminste voor een deel, verantwoordelijk voor het ontstaan van feeëncirkels in de woestijn.